# Ehatis Indian Reserve 11
Ehatis Indian Reserve 11 är ett reservat i Kanada.   Det ligger i Strathcona Regional District och provinsen British Columbia, i den sydvästra delen av landet, 3 800 km väster om huvudstaden Ottawa.
I omgivningarna runt Ehatis Indian Reserve 11 växer i huvudsak barrskog. Trakten runt Ehatis Indian Reserve 11 är nära nog obefolkad, med mindre än två invånare per kvadratkilometer.